# 八丁駅
八丁駅（はっちょうえき）は、三重県名張市東町にかつてあった近畿日本鉄道（現・伊賀鉄道）伊賀線の鉄道駅（廃駅）である。

## 歴史
- 1922年（大正11年）7月18日：伊賀線上野町（現・上野市駅） - 名張（現・西名張駅）間の開業と同時に開設。
- 1945年（昭和20年）6月1日：休止。
- 1946年（昭和21年）3月15日：営業再開。
- 1964年（昭和39年）10月1日：伊賀線伊賀神戸 - 西名張間廃止。

廃止直前に撮影された西名張駅の駅名標には次駅が蔵持駅となっていることから、これより前に営業休止または廃止されていたものと思われる。

## 駅構造
島式ホーム1面2線で、交換施設と駅舎を有していた。

## 廃止後
現在は道路となって痕跡をほとんどとどめず、駅のあった場所は東町集議所となっている。

## 隣の駅
近畿日本鉄道
■伊賀線 
蔵持駅 - 八丁駅 - 西名張駅